# Ctenidium luzonense
Ctenidium luzonense är en bladmossart som beskrevs av Brotherus 1913. Ctenidium luzonense ingår i släktet Ctenidium och familjen Hypnaceae. Inga underarter finns listade i Catalogue of Life.